# East European Hockey League 1998/99
Die East European Hockey League 1998/99 war die vierte Spielzeit dieser multinationalen Liga. Der HK Sokol Kiew konnte seinen Vorjahrestitel verteidigen und gewann zusätzlich den erstmals nach der Saison ausgespielten EEHL-Pokal.

## Modus
Die EEHL spielte wie in den Vorjahren eine Doppelrunde mit je zwei Heim- und Auswärtsspielen gegen jeden Gegner. Danach erfolgte eine Meisterrunde der besten fünf Mannschaften, wobei die Mannschaften Bonuspunkte entsprechend ihrer Platzierung erhielten. Der Sieger dieser Runde wurde EEHL-Meister. Die restlichen drei Mannschaften spielten mit fünf weiteren Mannschaften – hauptsächlich Zweitteams – eine Platzierungsrunde.
Zusätzlich wurde ein EEHL-Pokal im Play-off-Format ausgespielt. Damit übernahm man das Vorbild der russischen Superliga. Dabei qualifizierten sich die beiden ersten der Meisterrunde direkt für das Halbfinale. Die restlichen drei Mannschaften und der Sieger der Platzierungsrunde spielten im Viertelfinale. 

## Teilnehmer
Nicht mehr dabei waren die Juniors Riga und HK Riga. SC Energija Elektrėnai nahm nur an der Platzierungsrunde teil
| Hauptrunde | Platzierungsrunde                                                                                        |
| --- | --- |
| - HK Sokil Kiew (Titelverteidiger) - HK Njoman Hrodna (2.) - Polimir Nawapolazk (3.) - Tiwali Minsk (5.) - HK Junost Minsk (6.) - HK Berkut Kiew (7.) - HK Kryschynka Kiew (8.) - HK Liepājas Metalurgs (neu) | - HK Sokil Kiew II - HK Junost Minsk - SC Energija (9.) - HK Njoman Hrodna II - Chimik-SchWSM Nawapolazk |

## Hauptrunde
|    |                       | Sp | S  | U | N  | Tore    | Punkte |
| -- | --------------------- | -- | -- | - | -- | ------- | ------ |
| 1. | HK Sokil Kiew         | 28 | 22 | 2 | 4  | 125:041 | 46     |
| 2. | HK Njoman Hrodna      | 28 | 17 | 4 | 7  | 106:064 | 38     |
| 3. | Polimir Nawapolazk    | 28 | 14 | 4 | 10 | 98:080  | 32     |
| 4. | Tiwali Minsk          | 28 | 12 | 4 | 12 | 77:085  | 28     |
| 5. | HK Berkut Kiew        | 28 | 12 | 4 | 12 | 85:072  | 28     |
| 6. | HK Junost Minsk       | 28 | 12 | 4 | 12 | 111:109 | 28     |
| 7. | HK Liepājas Metalurgs | 28 | 10 | 3 | 15 | 65:089  | 23     |
| 8. | HK Kryschynka Kiew    | 28 | 0  | 1 | 27 | 58:185  | 01     |

Abkürzungen: Sp = Spiele, S = Siege, U = Unentschieden, N = Niederlagen

Meisterrunde, Platzierungsrunde

## Zweite Phase

### Meisterrunde
|    |                    | Sp | S  | U | N  | Tore  | BP | Punkte |
| -- | ------------------ | -- | -- | - | -- | ----- | -- | ------ |
| 1. | HK Sokil Kiew      | 16 | 10 | 3 | 3  | 65:32 | 5  | 28     |
| 2. | HK Njoman Hrodna   | 16 | 8  | 3 | 5  | 55:49 | 4  | 23     |
| 3. | Polimir Nawapolazk | 16 | 7  | 2 | 7  | 48:51 | 3  | 19     |
| 4. | Tiwali Minsk       | 16 | 4  | 4 | 8  | 39:59 | 2  | 14     |
| 5. | HK Berkut Kiew     | 16 | 4  | 2 | 10 | 37:53 | 1  | 11     |

Abkürzungen: Sp = Spiele, S = Siege, U = Unentschieden, N = Niederlagen, BP = Bonuspunkte
Erläuterungen: Meister der EEHL und Qualifikation für Pokal-Halbfinale, Qualifikation für Pokal-Halbfinale, Pokal-Viertelfinale

### Platzierungsrunde
Die Platzierungsrunde fand vom 9. Januar bis 24. April 1999 statt. Neben den drei letzten der Hauptrunde nahmen fünf weitere Mannschaften teil.
|     |                          | Sp | S  | U | N  | Tore    | Punkte |
| --- | ------------------------ | -- | -- | - | -- | ------- | ------ |
| 6.  | HK Liepājas Metalurgs    | 24 | 20 | 1 | 3  | 166:057 | 41     |
| 7.  | HK Kryschynka Kiew       | 24 | 16 | 2 | 6  | 100:080 | 34     |
| 8.  | HK Sokil Kiew II         | 24 | 15 | 0 | 9  | 114:068 | 30     |
| 9.  | HK Junost Minsk          | 24 | 10 | 4 | 10 | 113:105 | 24     |
| 10. | SC Energija              | 24 | 8  | 3 | 13 | 107:110 | 19     |
| 11. | HK Njoman Hrodna II      | 24 | 8  | 2 | 14 | 100:141 | 18     |
| 12. | Chimik-SchWSM Nawapolazk | 24 | 1  | 0 | 23 | 57:196  | 2      |

Abkürzungen: Sp = Spiele, S = Siege, U = Unentschieden, N = Niederlagen
Erläuterungen: Qualifikation für Pokal-Viertelfinale

## EEHL-Pokal
|  | Viertelfinale | Viertelfinale         | Viertelfinale |  |  | Halbfinale | Halbfinale            | Halbfinale |  |   | Finale        | Finale           | Finale |
|  |               |                       |               |  |  |            |                       |            |  |   |               |                  |        |
|  |               |                       |               |  |  | 1          | HK Sokil Kiew         | 3          |  |   |               |                  |        |
|  | 5             | HK Berkut Kiew        | 2             |  |  | 5          | HK Berkut Kiew        | 1          |  |   |               |                  |        |
|  | 4             | Tiwali Minsk          | 0             |  |  |            |                       |            |  | 1 | HK Sokil Kiew | 3                |        |
|  |               |                       |               |  |  |            |                       |            |  |   | 2             | HK Njoman Hrodna | 0      |
|  |               |                       |               |  |  | 2          | HK Njoman Hrodna      | 3          |  |   |               |                  |        |
|  | 6             | HK Liepājas Metalurgs | 2             |  |  | 6          | HK Liepājas Metalurgs | 2          |  |   |               |                  |        |
|  | 3             | Polimir Nawapolazk    | 1             |  |  |            |                       |            |  |   |               |                  |        |